# La Bellière (Orne)
La Bellière ist eine Gemeinde im französischen Département Orne in der Normandie. Sie gehört zum Kanton Sées und zum Arrondissement Alençon. Nachbargemeinden sind Boischampré im Norden, Montmerrei im Osten, Le Cercueil im Südosten, La Lande-de-Goult im Südwesten und Francheville im Westen.

## Bevölkerungsentwicklung
| Jahr      | 1962 | 1968 | 1975 | 1982 | 1990 | 1999 | 2008 | 2015 |
| --------- | ---- | ---- | ---- | ---- | ---- | ---- | ---- | ---- |
| Einwohner | 167  | 153  | 128  | 116  | 101  | 103  | 109  | 121  |